# RTC-leasing
RTC-leasing är ett ryskt riskkapitalbolag grundat 1996 och som specialiserat sig på finansiering av infrastruktur för telekommunikation och teleoperatörer. Företaget uppgavs 2006 kontrolleras av den ryske IT- och telekomministern Leonid Reiman. RTC-leasing står bl.a. bakom bolaget Russian Telecommunications Development Corporation. VD (2006) är Michail G Trufanov.